# Jouni Kailajärvi
Jouni Kalervo Kailajärvi (Tampere, 4 giugno 1938 – Tampere, 18 agosto 2003) è stato un sollevatore finlandese medagliato europeo, che ha gareggiato nelle categorie dei pesi massimi leggeri e pesi mediomassimi.

## Carriera
Partecipò a tre edizioni dei Giochi olimpici: a Roma nel 1960, Tokyo nel 1964 e Città del Messico nel 1968, ottenendo un quinto posto nel 1960 e due settimi posti nel 1964 e nel 1968. Vinse due medaglie di bronzo ai campionati europei di Vienna nel 1961 e di Budapest nel 1962.  
A livello nazionale vinse sette campionati finlandesi tra il 1959 e il 1968 e tre campionati nordici: nel 1959 nei pesi medi, nel 1961 nei massimi leggeri e nel 1963 nei mediomassimi. Nel 1973 vinse inoltre il campionato finlandese di powerlifting nei pesi mediomassimi. Dopo il ritiro dall'attività agonistica intraprese la professione di pompiere. I suoi due fratelli Jaakko e Jorma Kailajärvi furono anch'essi sollevatori di pesi: il primo ebbe successo anche a livello internazionale.